# Côte ouest belge
 (signalé en mai 2025).
Si vous disposez d'ouvrages ou d'articles de référence ou si vous connaissez des sites web de qualité traitant du thème abordé ici, merci de compléter l'article en donnant les références utiles à sa vérifiabilité et en les liant à la section « Notes et références ».
- Archive Wikiwix
- Bing
- Cairn
- DuckDuckGo
- E. Universalis
- Gallica
- Google
- G. Books
- G. News
- G. Scholar
- Persée
- Qwant
- (zh) Baidu
- (ru) Yandex
- (wd) trouver des œuvres sur Wikidata

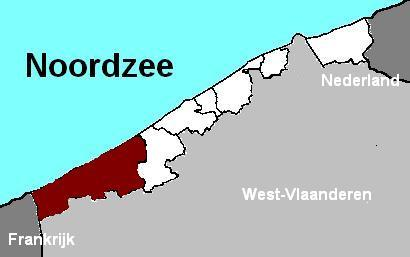
La côte ouest, de La Panne à Westende.

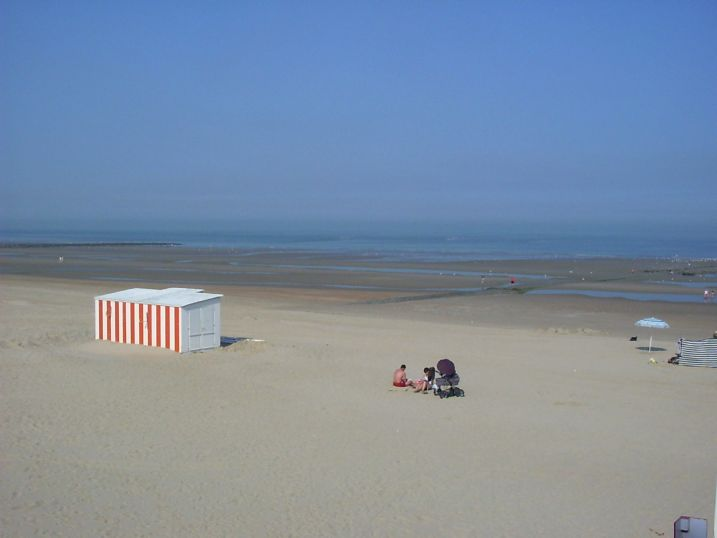
Plage à Coxyde.

La côte ouest ou côte occidentale (en néerlandais : Westkust) est la partie occidentale de la côte belge. C'est une bande côtière d'environ 20 km, qui s'étend de La Panne, contre la frontière française, jusqu'à Middelkerke non-compris. D'ouest en est, les stations balnéaires de cette côte sont La Panne, Saint-Idesbald, Coxyde, Ostdunkerque, Nieuport et Westende. Elle correspond à la partie côtière du Westhoek.
La côte franco-flamande de Dunkerque à la frontière belge appartient à la fois géographiquement et historiquement à la même région que la côte ouest. Avec la côte franco-flamande et la côte de flamo-zélandaise le terme « côte flamande » ne se limite pas à la côte belge.

## Région de la côte ouest
Lorsque les gens parlent de la région de la côte ouest, ils parlent généralement des communes de La Panne, Coxyde, Nieuport et de la ville de Furnes. Ces communes travaillent ensemble dans divers domaines sous le nom de Westkust. Cette région est parfois aussi appelée Veurnes-Westkust, c'est-à-dire Furnes-Côte-Ouest.

## Zone de police de la côte ouest
Il existe  aussi une zone de police de la côte ouest. Elle inclut les communes de La Panne, Coxyde et Nieuport.

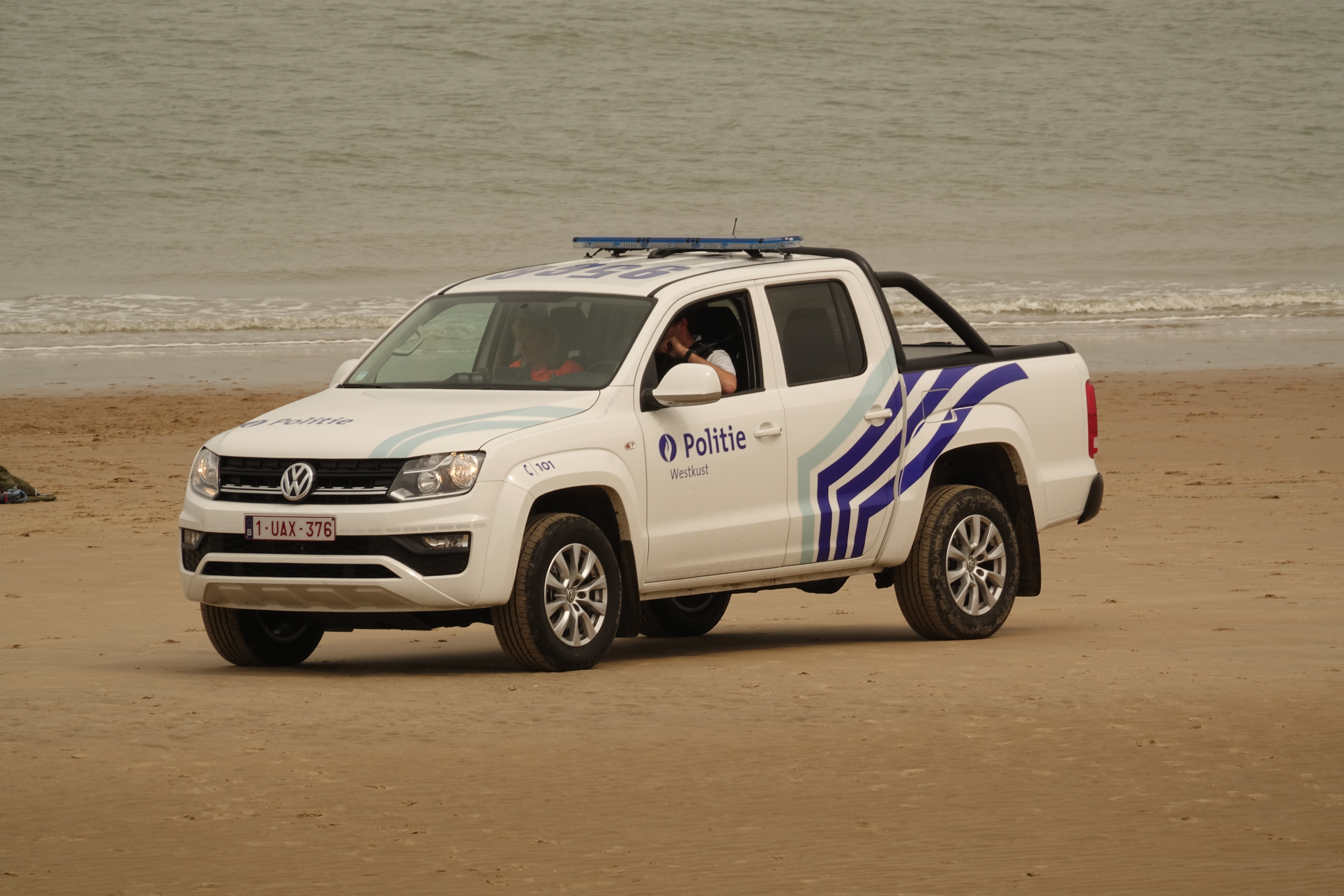
Voiture de la zone de police de la côte ouest.